# Тунис (област)
Вижте пояснителната страница за други значения на Тунис.
Тунис (на арабски: ولاية تونس‎) е една от 24-те области (вилаети) на Тунис. Разположена е в северната част на страната и има излаз на Средиземно море. Площта на областта е 346 км², а населението е около 984 000 души (2004). Столица е град Тунис.